# Lisa Moell
Lisa Moell (* 2005 als Elisabeth Moell) ist eine deutsche Schauspielerin.

## Wirken
Moell nahm 2014 als Neunjährige an einem Casting für den Episodenfilm Notes of Berlin teil, wo die Regisseurin Joya Thome auf sie aufmerksam wurde und sie 2016 in der Hauptrolle ihres Films Königin von Niendorf besetzte, der 2018 in die Kinos kam. 2019 spielte sie die Rolle der Emilia in der Kinderbuchverfilmung Alfons Zitterbacke – Das Chaos ist zurück.
Moell lebt in Berlin.

## Filmografie
- 2016: Berlin Metanoia (Kurzfilm)
- 2018: Königin von Niendorf
- 2019: Alfons Zitterbacke – Das Chaos ist zurück
- 2020: Notes of Berlin
- 2022: Alfons Zitterbacke – Endlich Klassenfahrt!